# Spilosoma mediopunctata
Spilosoma mediopunctata är en fjärilsart som beskrevs av Arnold Pagenstecher 1903. Spilosoma mediopunctata ingår i släktet Spilosoma och familjen björnspinnare. Inga underarter finns listade i Catalogue of Life.